# Marcarius de Friuli
Marcarius a fost duce de Friuli între 776 și 787.
Marcarius a fost primul duce friulan numit de către regele Carol cel Mare al francilor după răscoala longobardului Hrodgaud de Friuli.
Atunci când episcopul de Istria, Mauriciu, a fost arestat și orbit de către autoritățile bizantine pentru incitarea populației de a părăsi Bizanțul și a se ralia francilor carolingieni, papa Adrian I l-a primit pe acesta la Roma, după care l-a trimis la curtea lui Marcarius din Friuli. De asemenea, Adrian a scris lui Carol cel Mare solicitându-i să îl trimită pe Marcarius împotriva bizantinilor din Istria, pentru a-l reinstala acolo pe Mauriciu.
Marcarius a fost succedat în scaunul ducal de Friuli de către Eric, un personaj apropiat al lui Carol cel Mare.